# Lascazères
 Lascazères  es una comuna y población de Francia, en la región de Mediodía-Pirineos, departamento de Altos Pirineos, en el distrito de Tarbes y cantón de Castelnau-Rivière-Basse.
Su población en el censo de 1999 era de 249 habitantes.
Está integrada en la Communauté de communes Les Castels, de la que es la comuna más poblada.

## Demografía
| 325 | 336 | 384 | 315 | 265 | 249 |
| Para los censos de 1962 a 1999 la población legal corresponde a la población sin duplicidades (Fuente: INSEE [Consultar]) |     |     |     |     |     |